# Schwarzsegler
Der Schwarzsegler (Cypseloides niger) ist eine Vogelart aus der Familie der Segler (Apodidae). Mit einer Körperlänge von etwa 18 Zentimetern gehört der Schwarzsegler zu den mittelgroßen Seglern. Das Gefieder ist vorwiegend dunkel schwarzbraun – außer im Bereich des Kopfes, wo die Färbung insbesondere an der Stirn grau und deutlich blasser ist.
Die Art ist Mittel- bis Langstreckenzieher. Das Brutgebiet erstreckt sich über den Westen Nordamerikas, Mittelamerika und die Westindischen Inseln, die Winterquartiere liegen im Norden und Westen Südamerikas. Nur in sehr wenigen, eng begrenzten Teilen des Verbreitungsgebiets ist der Schwarzsegler regelmäßig anzutreffen, die Häufigkeit variiert regional deutlich. Die Nistplätze liegen an Absätzen steiler Felswände oder in Höhlen, typischerweise in der unmittelbaren Nähe von Wasserfällen. Im gesamten Brutgebiet gibt es lediglich eine Jahresbrut, das Gelege besteht aus nur einem Ei.
Es werden drei Unterarten unterschieden, wobei die in Nordamerika brütende Form deutlich größer ist als die beiden mittelamerikanischen Unterarten. Der weltweite Bestand wird grob auf 150.000 Altvögel geschätzt, das Brutgebiet auf knapp 1,3 Millionen Quadratkilometer.

## Merkmale
Die Körperlänge beträgt ungefähr 18 Zentimeter. Die nordamerikanische Unterart (C. n. borealis) ist deutlich größer als die in Mittelamerika brütenden Vertreter der Art. Bei Untersuchungen nordamerikanischer Schwarzsegler lagen die gemessenen Flügellängen im Mittel bei etwa 169 Millimetern, das Gewicht betrug durchschnittlich 46 Gramm. Bei Messungen in Costa Rica ergaben sich dagegen durchschnittlich 160 Millimeter für die Flügellänge und etwa 35 Gramm für das Gewicht.

### Aussehen
Die Befiederung des Oberkopfs ist dunkelgrau und zeigt deutliche blasse, hellgraue Federsäume. Kehle und Ohrdecken weisen eine rußige, graubraune Färbung auf, das Kinn ist heller. Die helle Färbung des Kopfes kontrastiert mit einem dunklen Augenfleck. Die Oberseite hinter dem Nacken ist schwarzbraun, Bürzel und Oberschwanzdecken erscheinen etwas heller. Die Färbung der rußig-graubraunen Kehle erstreckt sich bis in den mittleren Brustbereich, unterhalb davon ist das Gefieder schwarzbraun. Insbesondere bei frisch vermausertem Gefieder sind auf der Unterseite undeutliche, graubraune Federsäume zu erkennen. Die Schwungfedern sind auf der Unterseite heller als auf der Oberseite. Die großen Armdecken der Flügelunterseite sind ähnlich gefärbt wie die Schwungfedern, die mittleren und kleinen Armdecken sind dagegen dunkler und entsprechen der Färbung des Rumpfes. Die Schwanzfärbung und die Färbung der Schwungfedern entsprechen sich auf Ober- und Unterseite. Der Schwanz ist leicht gegabelt, er zeigt zudem eine undeutliche Tendenz zu Schwanzdornen (über die Fahnen der Steuerfedern hinausragende Federkiele); das Ende der Federschäfte ist aber nur wenig steif und ragt kaum über das Schwanzende hinaus.
Beide Geschlechter sehen gleich aus. Jungvögel unterscheiden sich von adulten Vögeln dadurch, dass das Kopfgefieder, die Schwungfedern und insbesondere das Gefieder der Unterseite deutliche weiße Federsäume zeigen. Unterhalb des helleren Bereichs der Kehle ergibt sich dadurch ein auffälliges, gesprenkeltes Muster.

### Lautäußerungen
Die Lautäußerungen des Schwarzseglers wurden bislang nicht gezielt untersucht. Die Art gilt im Allgemeinen als vergleichsweise wenig ruffreudig. Im Flug sind tiefe, gleich hohe Zwitscherlaute zu hören, oft in einer schnellen Folge, die sich gegen Ende verlangsamt. Die Tonhöhe ist dabei niedriger als beim Schornsteinsegler. Ebenfalls berichtet wird von einem sanft klingenden tschiep tschiep oder von Klicklauten während Flugspielen.

## Verbreitung und Wanderungen

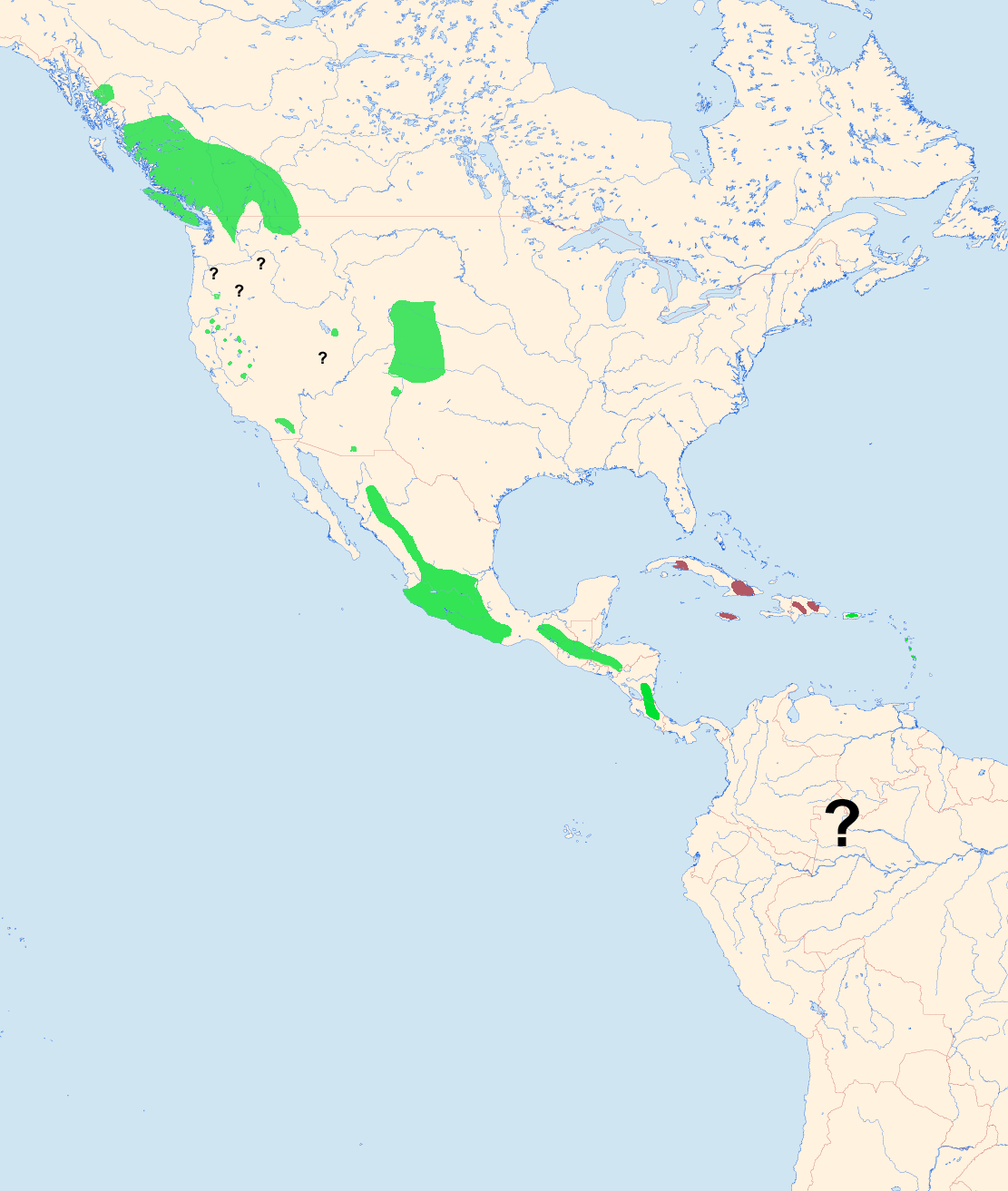
Verbreitung des Schwarzseglers: hellgrün = Brutgebiet, rot = Standvogel

Das Verbreitungsgebiet erstreckt sich über die Nearktis und die Neotropis. Das Brutgebiet in Nordamerika reicht im Norden bis an den Stikine River im Südosten Alaskas. Von dort erstreckt es sich südlich über den Westen Kanadas, wo die Art im Nordwesten und in der Mitte von British Columbia und im Südwesten von Alberta brütet. An der kanadischen Pazifikküste kommt der Schwarzsegler auf Vancouver Island vor, allerdings nicht auf Haida Gwaii. In den Vereinigten Staaten gibt es Vorkommen in den Bundesstaaten Washington, Idaho, Montana, Kalifornien, Utah, Colorado, Arizona und New Mexico. In Mexiko kommt die Art an der pazifischen Abdachung vom Westen Chihuahuas bis Oaxaca vor, zudem auch weiter östlich von Hidalgo bis in den Norden von Oaxaca.
Noch fragmentierter als in Nordamerika sind die Vorkommen in Mittelamerika. Das Verbreitungsgebiet erstreckt sich dabei von Chiapas im südlichen mexikanischen Landesinneren über Guatemala, Honduras und Nicaragua bis Costa Rica, in El Salvador gibt es keine Nachweise während des Sommers. Weiterhin umfasst das Brutgebiet die Westindischen Inseln, dort kommt die Art auf Kuba, Jamaika, Hispaniola, Puerto Rico, St. Kitts, Guadeloupe, Dominica, Martinique, St. Lucia, Montserrat und St. Vincent vor. Auf Saint Croix, Grenada und Barbados gilt die Art als Irrgast. Es gibt nur recht wenige Brutnachweise innerhalb des Verbreitungsgebiets. Da die Brutplätze jedoch recht versteckt liegen, ist davon auszugehen, dass die Art überall dort brütet, wo sie im Sommer der Nordhalbkugel anzutreffen ist.
Der Schwarzsegler gilt vorwiegend als Mittel- bis Langstreckenzieher. Auf den Großen Antillen ist die Art höchstwahrscheinlich auch Standvogel. Die Winterquartiere der ziehenden Vögel liegen im Norden und Westen Südamerikas. In Cauca im Süden Kolumbiens wurden ziehende Schwarzsegler der nordamerikanischen Unterart C. n. borealis gesichtet; es wird vermutet, dass die Art auch noch weiter südlich übersommert. Verlässliche Sichtungen legen nahe, dass die Schwarzsegler vom Süden Mexikos bis nach Kolumbien zumindest teilweise den kürzeren, direkten Weg über den Pazifik nehmen und nicht entlang der mittelamerikanischen Küste ziehen. Im Süden Kaliforniens beginnt der Wegzug Ende August, die meisten Vögel verlassen das Brutgebiet im September. Im Frühling datiert der erste Nachweis eines heimkehrenden Schwarzseglers in Kalifornien auf den 20. April, der Großteil der Vögel trifft im Mai wieder im Brutgebiet ein. In anderen Teilen des nordamerikanischen Verbreitungsgebiets sind die Zugzeiten ähnlich.

## Lebensraum

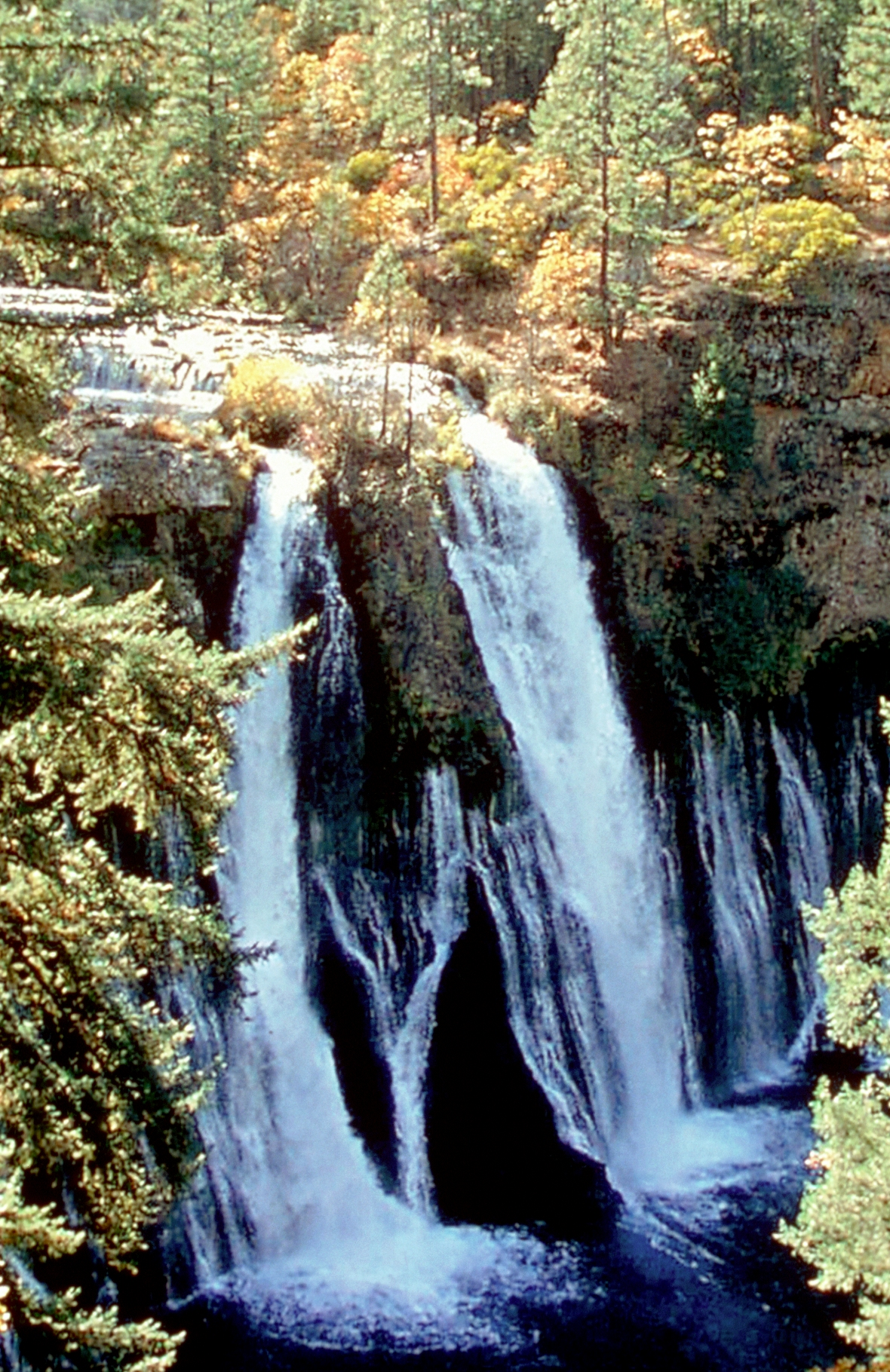
Typisches Bruthabitat an den Burney Falls im McArthur-Burney Falls Memorial State Park in Kalifornien. Die Vögel nisten in Hohlräumen und Klüften hinter dem Wasserfall.

Im Westen Nordamerikas gibt es zwei charakteristische Lebensräume, die Nistmöglichkeiten für den Schwarzsegler bieten: Zum einen sind dies Brandungshöhlen und Steilküsten entlang der Pazifikküste, zum anderen enge, felsige Gebirgsschluchten mit Wasserfällen oder herabtropfendem Wasser. Es wurden folgende Kriterien ermittelt, nach denen Forscher bei der Suche nach Nistplätzen im Landesinneren die Eignung potentieller Lebensräume beurteilen können:
- auch in den Sommermonaten nicht versiegendes fließendes Oberflächenwasser,
- die Exponiertheit des Geländes,
- die Möglichkeit des freien Anflugs,
- die Abschattung,
- das Vorhandensein geeigneter Nischen und Hohlräume,
- die Verfügbarkeit von Moos als Nistmaterial.

Ein wesentlicher Aspekt dieser Nistplatzpräferenz ist sicherlich die Unzugänglichkeit für bodengebundene Prädatoren. Die Vorliebe für Wasserfälle könnte zudem durch die dadurch bedingte konstante Temperatur motiviert sein, auch erleichtert die Feuchtigkeit die Befestigung des Nests am Untergrund. Im mittelamerikanischen Brutgebiet sind noch weit weniger Nistplätze bekannt als in Nordamerika. Die südlichsten bekannten Nistplätze befinden sich in Costa Rica am Oberlauf des Río Tiribí in einer Höhe knapp über 2000 Metern. Der Höhenbereich des Brutgebiets ist abhängig vom Breitengrad, in British Columbia reicht er von Meereshöhe bis 2600 Meter, in den südlichen Rocky Mountains von 2000 bis 3550 Meter, in Oaxaca in Mexiko von 2100 bis 3700 Meter.
Zu geeigneten Nahrungshabitaten sind keine fundierten Aussagen möglich, da der Nahrungserwerb des Schwarzseglers noch nicht gezielt untersucht wurde. Man nimmt an, dass die Art bei warmem, klarem Wetter in großen Höhen über dem Boden auf Nahrungssuche geht, wo sich große Insektenschwärme aufhalten. Häufig sind die Vögel über Gipfeln und Gebirgskämmen anzutreffen. Bei Schlechtwetter und während des Zuges scheinen die Segler in niedrigeren Höhen zu jagen, oft über Seen oder anderen Wasserflächen.
Im Gebirge nistende Schwarzsegler legen in einigen Teilen des Verbreitungsgebiets weite Entfernungen zurück, um über dem Tiefland auf Nahrungssuche zu gehen.

## Verhalten und Nahrungserwerb
Die Schwarzsegler sind gesellig, in Kalifornien und British Columbia wurden während der Brutzeit und des Zuges Schwärme von tausend oder mehr Individuen beobachtet. Insbesondere bei Verfügbarkeit großer Insektenschwärme geht der Schwarzsegler gemeinschaftlich mit Halsband-, Rothals-, Brustfleck-, Weißkinn- und Diademsegler auf Nahrungssuche.
Außerhalb der Brutzeit verbringen Schwarzsegler mehr als 99 % der Zeit in der Luft. Die Flughöhe bei Nacht variiert in Abhängigkeit vom Mond. In Vollmondnächten fliegen die Vögel höher als bei Neumond.

## Nahrung
Während der Brutzeit machen schwärmende Ameisen einen Großteil der Beute aus, verschiedene Untersuchungen ergaben einen Anteil zwischen 72 und 98 Prozent, die durchschnittliche Größe der Beutetiere lag in einem Fall bei 7,2, im anderen bei 8,6 Millimetern. Auch Termiten zählen zur bevorzugten Nahrung, insbesondere bei ungünstigen Wetterbedingungen und mangelnder Verfügbarkeit der bevorzugten Beutetiere steigt der Anteil anderer Fluginsekten. Der hohe Fettanteil schwärmender Ameisen steht höchstwahrscheinlich in direktem Zusammenhang mit dem vergleichsweise großen Gewicht der Nestlinge zum Zeitpunkt des Ausfliegens. Die hohe Abhängigkeit des Schwarzseglers von kurzfristig verfügbaren großen Schwärmen erklärt vermutlich einige ungewöhnliche Aspekte der Brutbiologie der Art – beispielsweise die oft großen Fütterungsintervalle und die relativ lange Nestlingszeit.

## Fortpflanzung
Im gesamten Verbreitungsgebiet gibt es nur eine Jahresbrut und das Gelege besteht nur aus einem Ei. Ob es bei Gelegeverlust in manchen Fällen Ersatzbruten gibt, ist umstritten. Die Brutzeit zeigt kaum Abhängigkeiten vom Breitengrad und von der Höhe und dauert im gesamten Verbreitungsgebiet überraschend einheitlich von Juni bis September, im Süden Kaliforniens und in Costa Rica gab es Beobachtungen, die auf einen Brutzeitbeginn bereits im Mai hindeuten. Während die Brutzeit der Schwarzsegler im tropischen Mittelamerika damit in die Regenzeit fällt, was für die Gattung Cypseloides typisch ist, liegt sie in Teilen des nordamerikanischen Verbreitungsgebiets in der Trockenzeit – wie beispielsweise im Süden Kaliforniens.
Das Nest wird auf schmalen Absätzen an Fels- oder Höhlenwänden gebaut, nahezu immer in Wassernähe. Bei den in Brandungshöhlen an der Pazifikküste gebauten Nestern wird größtenteils Lehm und gelegentlich Seetang als Nistmaterial verwendet. Bei den Nestern im Landesinneren sind Moose das typische Nistmaterial. Speichel wird nicht verwendet – im Gegensatz zu vielen anderen Seglerarten. Die Form der Nester ist abhängig vom Untergrund: Sie entspricht einer Halbschale oder einem nach unten gerichteten Kegel, wenn das Nest an einer Felsnase befestigt wird. Auf einer ausreichend Platz bietenden Nische ist das Nest dagegen schalenförmig. Der Durchmesser des Nests betrug bei 12 untersuchten Nestern im Süden Kaliforniens recht einheitlich neun Zentimeter, bei drei auf Costa Rica gefundenen Nestern waren es etwa sechs Zentimeter. Vielfach wurde beobachtet, dass Schwarzsegler alte Nester wieder verwenden. In vielen Fällen konnte dabei nachgewiesen werden, dass es sich beim Wiederverwerter um einen Nestbesitzer des Vorjahres handelte, was auf eine große Nistplatztreue schließen lässt, welche durch den Mangel geeigneter Nistplätze bedingt sein könnte.
Zwischen der Fertigstellung des Nests und der Ablage des Eies vergehen 10 bis 14 Tage. Bei der Erledigung der Aufgaben des Brutgeschäfts ist kein geschlechtsspezifischer Unterschied festzustellen. Die Abmessungen der matt weißen Eier liegen ungefähr bei 28,5 × 18,5 Millimetern, das Gewicht im Mittel bei etwa 5,5 Gramm; damit sind sie in Relation zum Gewicht adulter Vögel recht schwer. Die Brutdauer liegt in Nordamerika durchschnittlich bei 24 Tagen, in Costa Rica dagegen bei 29 Tagen. Die Nestlingszeit unterscheidet sich in Nord- und Mittelamerika nicht, sie liegt zwischen 48 und 50 Tagen. Die Nestlinge des Schwarzseglers bauen in einem selbst für die Gattung Cypseloides ungewöhnlich großen Umfang Fettreserven auf und sind zeitweise deutlich schwerer als die Altvögel, die nordamerikanischen Nestlinge können bis zu 146 Prozent des Gewichts adulter Vögel erreichen. Die Fütterungsintervalle sind relativ lang: Zum Beginn der Brutzeit werden die Nestlinge in der Regel zweimal täglich gefüttert, gegen Ende meist nur noch einmal gegen Abend. Diese Verlängerung der Fütterungsintervalle zum Ende der Nestlingszeit ermöglicht den Altvögeln vermutlich, ihre Fettreserven wieder aufzubauen, zumal die Schwarzsegler unmittelbar nach Ausfliegen der Jungvögel in die Winterquartiere abwandern – im Gegensatz zu manchen anderen ziehenden Seglerarten.
Zum Bruterfolg gibt es nur wenige Aussagen. Im Süden Kaliforniens schlüpften aus 81 Prozent der gelegten Eier Jungvögel. Für die Ausfliegeraten wurden im Süden Kaliforniens 90 Prozent ermittelt, in Colorado in einem Jahr 78 Prozent und im darauf folgenden Jahr 100 Prozent. Die Überlebensrate der Jungvögel ist nicht bekannt.

## Parasiten, Feinde und Lebenserwartung
Wenige Angaben gibt es zu Ektoparasiten: Es wurden zwei der Familie Eustathiidae angehörende Federmilbenarten nachgewiesen, sowie zwei Arten von Federlingen, die zur Familie Menoponidae zählen. Bei einem Altvogel wurde die Lausfliege Myiophthiria fimbriata festgestellt, ein Nestling in Costa Rica war von fünf Larven der Fliegengattung Philornis befallen.
Fressfeinde scheinen keine Bedeutung zu haben, der einzige bekannte ist der Wanderfalke. Simulationen legen nahe, dass die Überlebensrate der Altvögel für die Bestandsentwicklung von größerer Bedeutung ist als der Bruterfolg und die Überlebensrate der Jungvögel.
Zur Lebenserwartung gibt es nur wenige Daten, die aber nahelegen, dass Schwarzsegler recht alt werden; das bisher höchste dokumentierte Alter betrug 16 Jahre.

## Bestand und Bestandsentwicklung
Der weltweite Bestand wird grob auf 150.000 Altvögel geschätzt, das Brutgebiet auf knapp 1,3 Millionen Quadratkilometer. Aus Schätzungen der letzten 40 Jahre, bei denen jedoch nur ein Bruchteil des nordamerikanischen Verbreitungsgebiets erfasst wurde, ergibt sich ein leichter Bestandsrückgang, dieser ist aber statistisch nicht signifikant.
Der entscheidende bestandsregulierende Faktor scheint die Verfügbarkeit von Wasserläufen zu sein, die auch in den trockenen Sommermonaten nicht versiegen. Dies ist zum einen bedingt durch die Nistplatzpräferenz, zum anderen beeinflusst dies die Verfügbarkeit der Insektenschwärme, auf die die Art angewiesen ist. Forstwirtschaft und Viehhaltung können somit negative Auswirkungen auf die Bestände haben, da sie den Wasserhaushalt beeinflussen.

## Systematik
In großen Teilen seines Verbreitungsgebiets ist der Schwarzsegler der einzige Vertreter der Gattung Cypseloides. Da er kein typischer Vertreter der Gattung ist, wurde der Schwarzsegler früher auch in eine eigene Gattung Nephoecetes gestellt, manchmal wurde zusätzlich der Brustflecksegler (C. lemosi) dieser Gattung zugerechnet. Molekulargenetische Untersuchungen bestätigten diese Abgrenzung nicht, aufgrund dieser werden heute Schwarzsegler, Brustfleck-, Rothschild- und Rauchsegler als niger-Superspezies zusammengefasst.
Gmelins Erstbeschreibung der Art 1789 basierte auf einer Veröffentlichung von Mathurin-Jacques Brisson, der 1760 einen auf der westindischen Insel Hispaniola entdeckten Vogel als „Le Martinet de S. Domingue“ bezeichnete. Als erster beschrieb Caleb Burwell Rowan Kennerly die nordamerikanische Unterart. Während seiner Tätigkeit als Arzt und Naturforscher bei der Northwest Boundary Survey beobachtete er 1857 einen großen Seglerschwarm an der Küste des Puget Sound im US-amerikanischen Bundesstaat Washington. Er konnte ein Exemplar dieses Seglers untersuchen und hielt es für eine neue Art. Kennerly ließ diesen Vogel Spencer Fullerton Baird zukommen. Baird fand diesen Segler so andersartig im Vergleich zu den damals bekannten Familienmitgliedern, dass er für ihn die neue Gattungsbezeichnung Nephocaetes einführte, aus der die heute noch gelegentlich verwendete Gattungsbezeichnung Nephoecetes abgeleitet wurde. Baird erkannte aber auch die Ähnlichkeit zur knapp 70 Jahre zuvor von Gmelin beschriebenen Art, hielt diese aber zunächst aufgrund des Größenunterschieds und der räumlichen Distanz nicht für konspezifisch. Auch Philip Lutley Sclater, der 1895 den Schwarzsegler der noch heute gültigen Gattung Cypsloides zuordnete, hielt es für möglich, dass es sich bei der nordamerikanischen und der westindischen Form um zwei verschiedene Arten handeln könnte. In der ersten von der American Ornithologists’ Union 1886 herausgegebenen Checkliste, die in den folgenden Jahren für die nordamerikanischen Vogelarten als maßgeblich angesehen wurde, wurden beide Formen als Cypseloides niger zusammengefasst.
Heute werden drei Unterarten unterschieden:
- C. n. borealis (Kennerly, 1858): Die Vertreter dieser im gesamten nordamerikanischen Verbreitungsgebiet vorkommenden Unterart sind deutlich größer als die südlicher brütenden Artgenossen. Obige Beschreibung orientiert sich primär an dieser Unterart.
- C. n. niger (Gmelin, 1789): Die Nominatform kommt auf den Inseln der Karibik vor, sie ist deutlich kleiner als die nordamerikanische Form. Bei den Jungvögeln der Nominatform sind die weißen Federsäume weit weniger ausgeprägt als bei den Jungvögeln der anderen Unterarten, sie können auch ganz fehlen. Innerhalb der Nominatform ist die Dunkelheit des Gefieders nicht einheitlich, früher wurde für die Vertreter südlich der Großen Antillen mit C. n. jamaicensis eine weitere Unterart unterschieden.
- C. n. costaricensis Ridgway, 1910: Die Vertreter in Mexiko und auf dem mittelamerikanischen Festland gehören dieser Unterart an, sie sind etwas größer als die Nominatform, aber kleiner als die nordamerikanischen Vertreter. Gegenüber letzteren sind sie auch deutlich dunkler gefärbt.